# Угринівська сільська територіальна громада
Угринівська сільська громада — територіальна громада в Україні, в Івано-Франківському районі Івано-Франківської області. Адміністративний центр — село Угринів.
Утворена шляхом об'єднання Угринівської та Клузівської сільських рад Тисменицького району.
Площа громади — 18,6 км² (є найменшою за площею сільською громадою України), населення — 3 395 мешканців (2020).

## Населені пункти
До складу громади входять 2 села: Угринів та Клузів.